# Charano!
Charano! (キャラの！?) è una rivista giapponese di light novel, pubblicata per la prima volta il 9 settembre 2006. Fino al 30 giugno 2007 la rivista era conosciuta col nome di Novel Japan, cambiato poi nell'attuale Charano!.
Dalla pubblicazione di marzo 2008, la rivista comincia la sua nuova pubblicazione, cambiando da mensile a bimestrale, ed uscendo ogni giorno 30 di ogni mese disparo (il 29 se il 30 viene di domenica).
Il nome della rivista deriva dalla contrazione delle parole Character e Ranobe.

## Opere serializzate
- Alexion Saga
- Armored Trooper Votoms: Command Vorct
- Chōkōseijo Becky
- Fake-Fake: Mozō Ohjo Sōdōki
- Gekitō! Queen's Blade
- Goddess!
- Idolmaster Xenoglossia: Iori Sunshine!+
- My-HiME Destiny
- Neverland Chronicle
- Nihon Jōkū Irassaimase
- Yūgeshō